# NGC 3207
NGC 3207 é uma galáxia  localizada na direcção da constelação de Ursa Major. Possui uma declinação de +42° 59' 09" e uma ascensão recta de 10 horas, 21 minutos e 00,5 segundos.
A galáxia NGC 3207 foi descoberta em 3 de Fevereiro de 1788 por William Herschel.